# Słubia
Słubia – niewielka rzeka na Pomorzu Zachodnim w powiecie gryfińskim, o  długości 30,2 km i powierzchni zlewni 177,5 km². Przepływ miarodajny SNQ obliczony dla przekroju ujściowego wynosi 0,39 m³/s. Wypływa ona z Jeziora Białęgi, wpada zaś do rzeki Odry w rejonie Starych Łysogórek. Większość terenu zlewni Słubi stanowią obszary zalesione. Jedynie obszar ujściowy i niewielka część zlewni biegu środkowego ma charakter niewielkich wzniesień w terenie odkrytym. Na całej swojej długości Słubia nie przyjmuje istotniejszych dopływów. Rzeka przepływa przez szereg jezior, z których największe to Morzycko i Narost.
Pierwsza wzmianka odnotowana została w 1337 r. jako Slonitz, od którego prawdopodobnie pochodzi późniejsza nazwa niemiecka Schlaube (1589), Schlibbe (1944).